# Jose Alejandrino
Jose Alejandrino (ur. 1 grudnia 1870, zm. 1 czerwca 1951) – filipiński polityk i wojskowy.

## Życiorys
Urodził się 1 grudnia 1870 w Binondo w stołecznej Manili, jako jedno z sześciorga dzieci Mariano Alejandrino oraz Rosy Magdangal. Pochodził z zamożnej rodziny. Kształcił się w prestiżowym Ateneum oraz na Uniwersytecie Świętego Tomasza w rodzinnym mieście. Następnie, podobnie jak wielu innych przedstawicieli ówczesnej filipińskiej elity wyjechał do Hiszpanii. W metropolii przebywał wprawdzie przede wszystkim w celu pogłębienia swego wykształcenia, włączył się jednak także w działalność polityczną w gronie osiadłych na Półwyspie Iberyjskim Filipińczyków. Zaangażował się w ruch na rzecz głębokich reform na wciąż pozostających hiszpańską kolonią Filipinach. Wówczas też nawiązał bliską przyjaźń z José Rizalem. Działacz ten, współcześnie uznawany za najważniejszego filipińskiego bohatera narodowego, powierzył mu rękopis swej powieści El Filibusterismo, wraz z zadaniem oddania jej do druku oraz zajęcia się dystrybucją.
Po wybuchu rewolucji filipińskiej z 1896 Alejandrino udał się do Hongkongu z zamiarem zakupu dynamitu oraz broni dla armii filipińskiej. Po powrocie do kraju w włączył się w życie polityczne, wybrany został w skład Kongresu z Malolos. Jego wykształcenie z zakresu inżynierii zdobyte na jednym z belgijskich uniwersytetów otworzyło mu także wówczas drogę do stanowiska szefa korpusu inżynieryjnego armii. Awansowany do stopnia generała, dowodził oddziałami w środkowej części Luzonu. Był wojskowym gubernatorem Pampangi oraz ministrem wojny w rządzie rewolucyjnym.
Pozostał aktywny politycznie także w okresie panowania amerykańskiego. W 1923 został wybrany do senatu jako reprezentant Mindanao oraz Sulu. Wchodził w skład Konwencji Konstytucyjnej, które opracowała ustawę zasadniczą z 1935. Zmarł 1 czerwca 1951.
Znany był również ze swojej aktywności literackiej. Opublikował La Senda del Sacrificio, wspomnienia z okresu rewolucji filipińskiej. Jest autorem pierwotnego, hiszpańskojęzycznego tekstu pieśni patriotycznej Bayan Ko.